# LOB%
LOB% (Left On Base Percentage) は野球における残塁率を測る指標である。投手が出したランナーの内、ベース上に残ったランナーの割合を示している。
- LOB% = (安打 + 与四死球 - 失点) / (安打 + 与四死球 - 1.4 × 本塁打)

実際のスコアに記録される残塁を使用せず、各成績を組み合わせて表している。

## 概要
ランナーを出しても帰さない投手の粘り強さを表す指標である。MLBにおいて多くの投手のLOB%はリーグ平均の70%-72%前後に収まっている。BABIPの影響を受けるため、非常に不安定で投手がコントロールするのは難しい指標である。そのため、平均から大きく外れた投手は将来的に平均に近い値に収束していく傾向がある。

LOB%は投手の能力が反映されにくいが、奪三振はランナーを進めずにアウトを取れるため、奪三振能力の高い投手はLOB%が高くなりやすい。1916年-2013年のMLBにおいてLOB%とK% (奪三振÷打者数)の相関係数は約0.45となっている。また、守備力の高いチームも他チームより高い値を維持しやすい。一方で、単純に実力不足の投手は実力に起因してLOB%がリーグ平均を下回るとされている。

## 利用法
残塁率が高ければ失点が減るため、LOB%は防御率や失点率に影響を与える。しかし前述の通り投手がコントロールするのは難しい指標なので、極端にLOB%が低い投手は翌年以降の防御率が改善する可能性が高く、極端にLOB%が高い投手は翌年以降の防御率が悪化する可能性が高い。BABIP等と同様に選手の将来予測や運を測るスタッツとして利用する事が出来る。